# Renato Tapia
Renato Tapia Cortijo (Lima, 28 juli 1995) is een Peruviaans betaald voetballer. Tapia kan als centrale verdediger en als middenvelder spelen. Hij staat anno 2024 onder contract bij CD Leganés.

## Clubcarrière

### FC Twente
Tapia voetbalde als jeugdspeler voor Club Esther Grande de Bentín in zijn geboorteland Peru. Met deze voetbalacademie had FC Twente een samenwerkingsverband. Tapia was in 2012 en 2013 herhaaldelijk op proef bij Twente en tekende in juli 2013, de maand dat hij 18 werd, een vierjarig contract bij de Nederlandse Eredivisieclub. Hij werd in eerste instantie toegevoegd aan de selectie van Jong FC Twente, dat in het seizoen 2013/14 uitkwam in de Eerste divisie. Tapia debuteerde op 20 september 2013 met een invalbeurt in een wedstrijd tegen BV De Graafschap.
Met ingang van seizoen 2014/15 maakte Tapia deel uit van de eerste selectie van FC Twente. Met een invalbeurt maakte hij in de eerste competitieronde tegen SC Cambuur zijn debuut in de Eredivisie. Vervolgens was hij echter ruim drie maanden afwezig door een blessure. Tapia maakte op 31 januari zijn eerste competitiegoal voor FC Twente in de thuiswedstrijd tegen SC Cambuur. In de tweede helft van het seizoen was hij een vaste keuze in het basiselftal. Hij kwam in zijn eerste seizoen tot 17 competitiewedstrijden en drie bekerwedstrijden, waarin hij vijf doelpunten maakte. In zijn tweede seizoen was hij niet altijd een vaste keuze in het basiselftal.

### Feyenoord
In januari 2016 ging hij voor een transfersom van ongeveer 2,4 miljoen euro van FC Twente naar Feyenoord. Tapia maakte met een basisplaats zijn competitiedebuut voor Feyenoord in de uitwedstrijd tegen Ajax (2-1) op zondag 7 februari 2016. In zijn eerste halve seizoen bij Feyenoord kwam hij in de eredivisie drie keer in actie.
In seizoen 2016/17 zou Tapia zevenmaal invallen tijdens een wedstrijd in de eredivisie, en eenmaal in de basis starten.
In seizoen 2017/18 kreeg hij vaker een basisplaats. Door blessures bij de centrale verdedigers werd Tapia tijdens een deel van de wedstrijden als centrale verdediger opgesteld.
In de eerste helft van seizoen 2018/19 kreeg hij weinig speeltijd.

### Willem II
Feyenoord verhuurde Tapia op 14 januari 2019 voor de tweede seizoenshelft aan Willem II. Hij maakte met een basisplaats zijn competitiedebuut voor Willem II in de gewonnen thuiswedstrijd tijdens de Brabantse derby tegen NAC Breda (2-0) op zondag 20 januari 2019.

### Terugkeer bij Feyenoord
In de zomer van 2019 keerde Tapia weer terug bij Feyenoord, na een succesvol verlopen Copa América. Dit verliep tumultueus. Technisch directeur Sjaak Troost vond dat Tapia zo snel mogelijk moest vertrekken, terwijl de speler dit zelf niet wilde. Dit was mede ingegeven doordat Tapia zich dat seizoen zou kunnen laten naturaliseren tot Nederlander. Later kwam Feyenoord hierop terug en lijkt Tapia toch te blijven.

## Clubstatistieken
| Seizoen | Club           | Land               | Competitie       | Competitie | Competitie | Beker | Beker | Internationaal | Internationaal | Overig | Overig | Totaal | Totaal |
| Seizoen | Club           | Land               | Competitie       | Wed.       | Dlp.       | Wed.  | Dlp.  | Wed.           | Dlp.           | Wed.   | Dlp.   | Wed.   | Dlp.   |
| ------- | -------------- | ------------------ | ---------------- | ---------- | ---------- | ----- | ----- | -------------- | -------------- | ------ | ------ | ------ | ------ |
| 2013/14 | FC Twente      | Vlag van Nederland | Eredivisie       | 0          | 0          | 0     | 0     | –              | –              | –      | –      | 0      | 0      |
| 2013/14 | Jong FC Twente | Vlag van Nederland | Eerste divisie   | 19         | 1          | –     | –     | –              | –              | –      | –      | 19     | 1      |
| 2014/15 | FC Twente      | Vlag van Nederland | Eredivisie       | 17         | 5          | 3     | 0     | 0              | 0              | –      | –      | 20     | 5      |
| 2014/15 | Jong FC Twente | Vlag van Nederland | Eerste divisie   | 2          | 0          | –     | –     | –              | –              | –      | –      | 2      | 0      |
| 2015/16 | FC Twente      | Vlag van Nederland | Eredivisie       | 14         | 1          | 0     | 0     | –              | –              | –      | –      | 14     | 1      |
| 2015/16 | Feyenoord      | Vlag van Nederland | Eredivisie       | 3          | 0          | 0     | 0     | –              | –              | –      | –      | 3      | 0      |
| 2016/17 | Feyenoord      | Vlag van Nederland | Eredivisie       | 8          | 1          | 3     | 0     | 3              | 0              | 0      | 0      | 14     | 1      |
| 2017/18 | Feyenoord      | Vlag van Nederland | Eredivisie       | 15         | 1          | 3     | 0     | 4              | 0              | 0      | 0      | 22     | 1      |
| 2018/19 | Feyenoord      | Vlag van Nederland | Eredivisie       | 4          | 0          | 2     | 0     | 0              | 0              | 0      | 0      | 6      | 0      |
| 2018/19 | → Willem II    | Vlag van Nederland | Eredivisie       | 16         | 1          | 3     | 0     | –              | –              | 0      | 0      | 19     | 1      |
| 2019/20 | Feyenoord      | Vlag van Nederland | Eredivisie       | 15         | 0          | 1     | 0     | 8              | 0              | 0      | 0      | 24     | 0      |
| 2020/21 | Celta de Vigo  | Vlag van Spanje    | Primera División | 32         | 0          | 2     | 0     | –              | –              | –      | –      | 34     | 0      |
| 2021/22 | Celta de Vigo  | Vlag van Spanje    | Primera División | 29         | 0          | 3     | 0     | –              | –              | –      | –      | 32     | 0      |
| 2022/23 | Celta de Vigo  | Vlag van Spanje    | Primera División | 28         | 0          | 1     | 0     | –              | –              | –      | –      | 29     | 0      |
| 2023/24 | Celta de Vigo  | Vlag van Spanje    | Primera División | 21         | 0          | 4     | 0     | –              | –              | –      | –      | 25     | 0      |
| Totaal  | Totaal         | Totaal             | Totaal           | 223        | 10         | 25    | 0     | 15             | 0              | 0      | 0      | 263    | 10     |

Bijgewerkt t/m 14 juni 2024.

## Interlandcarrière
Renato Tapia maakte op 1 april 2015 in een oefeninterland tegen Venezuela zijn debuut voor het Peruviaans voetbalelftal. Hij speelde de volledige wedstrijd. In 2018 nam hij met Peru deel aan het WK in Rusland.
| Interlands van Renato Tapia voor Peru   | Interlands van Renato Tapia voor Peru   | Interlands van Renato Tapia voor Peru   | Interlands van Renato Tapia voor Peru   | Interlands van Renato Tapia voor Peru   | Interlands van Renato Tapia voor Peru   |
| №                                       | Datum                                   | Wedstrijd                               | Uitslag                                 | Competitie                              | Goals                                   |
| Als speler bij FC Twente/Jong FC Twente | Als speler bij FC Twente/Jong FC Twente | Als speler bij FC Twente/Jong FC Twente | Als speler bij FC Twente/Jong FC Twente | Als speler bij FC Twente/Jong FC Twente | Als speler bij FC Twente/Jong FC Twente |
| --------------------------------------- | --------------------------------------- | --------------------------------------- | --------------------------------------- | --------------------------------------- | --------------------------------------- |
| 1                                       | 1 april 2015                            | Peru – Venezuela                        | 0–1                                     | Vriendschappelijk                       |                                         |
| 2                                       | 4 september 2015                        | Verenigde Staten – Peru                 | 2–1                                     | Vriendschappelijk                       |                                         |
| 3                                       | 8 september 2015                        | Colombia – Peru                         | 1–1                                     | Vriendschappelijk                       |                                         |
| 4                                       | 13 oktober 2015                         | Peru – Chili                            | 3–4                                     | WK 2018 kwalificatie                    |                                         |
| 5                                       | 13 november 2015                        | Peru – Paraguay                         | 1–0                                     | WK 2018 kwalificatie                    |                                         |
| 6                                       | 17 november 2015                        | Brazilië – Peru                         | 3–0                                     | WK 2018 kwalificatie                    |                                         |
| Als speler bij Feyenoord                |                                         |                                         |                                         |                                         |                                         |
| 7                                       | 24 maart 2016                           | Peru – Venezuela                        | 2–2                                     | WK 2018 kwalificatie                    |                                         |
| 8                                       | 29 maart 2016                           | Uruguay – Peru                          | 1–0                                     | WK 2018 kwalificatie                    |                                         |
| 9                                       | 24 mei 2016                             | Peru – Trinidad en T.                   | 4–0                                     | Vriendschappelijk                       |                                         |
| 10                                      | 29 mei 2016                             | Peru – El Salvador                      | 3–1                                     | Vriendschappelijk                       |                                         |
| 11                                      | 4 juni 2016                             | Haïti – Peru                            | 0–1                                     | Copa América                            |                                         |
| 12                                      | 8 juni 2016                             | Ecuador – Peru                          | 2–2                                     | Copa América                            |                                         |
| 13                                      | 12 juni 2016                            | Peru – Brazilië                         | 1–0                                     | Copa América                            |                                         |
| 14                                      | 17 juni 2016                            | Peru – Colombia                         | 0–0 (2 – 4 ns)                          | Copa América                            |                                         |
| 15                                      | 6 september 2016                        | Peru – Ecuador                          | 2–1                                     | WK 2018 kwalificatie                    | 78'                                     |
| 16                                      | 7 oktober 2016                          | Peru – Argentinië                       | 2–2                                     | WK 2018 kwalificatie                    |                                         |
| 17                                      | 11 oktober 2016                         | Chili – Peru                            | 2–1                                     | WK 2018 kwalificatie                    |                                         |
| 18                                      | 10 november 2016                        | Paraguay – Peru                         | 1–4                                     | WK 2018 kwalificatie                    |                                         |
| 19                                      | 24 maart 2017                           | Venezuela – Peru                        | 2–2                                     | WK 2018 kwalificatie                    |                                         |
| 20                                      | 29 maart 2017                           | Peru – Uruguay                          | 2–1                                     | WK 2018 kwalificatie                    |                                         |
| 21                                      | 8 juni 2017                             | Peru – Paraguay                         | 1–0                                     | Vriendschappelijk                       |                                         |
| 22                                      | 14 juni 2017                            | Peru – Jamaica                          | 3–1                                     | Vriendschappelijk                       | 43'                                     |
| 23                                      | 5 september 2017                        | Ecuador – Peru                          | 1–2                                     | WK 2018 kwalificatie                    |                                         |
| 24                                      | 6 oktober 2017                          | Argentinië – Peru                       | 0–0                                     | WK 2018 kwalificatie                    |                                         |
| 25                                      | 11 oktober 2017                         | Peru – Colombia                         | 1–1                                     | WK 2018 kwalificatie                    |                                         |
| 26                                      | 11 november 2017                        | Nieuw-Zeeland – Peru                    | 0–0                                     | WK 2018 kwalificatie                    |                                         |
| 27                                      | 16 november 2017                        | Peru – Nieuw-Zeeland                    | 2–0                                     | WK 2018 kwalificatie                    |                                         |
| 28                                      | 24 maart 2018                           | Peru – Kroatië                          | 2–0                                     | Vriendschappelijk                       |                                         |
| 29                                      | 28 maart 2018                           | IJsland – Peru                          | 1–3                                     | Vriendschappelijk                       | 2'                                      |
| 30                                      | 30 mei 2018                             | Peru – Schotland                        | 2–0                                     | Vriendschappelijk                       |                                         |
| 31                                      | 3 juni 2018                             | Saoedi-Arabië – Peru                    | 0–3                                     | Vriendschappelijk                       |                                         |
| 32                                      | 9 juni 2018                             | Zweden – Peru                           | 0–0                                     | Vriendschappelijk                       |                                         |
| 33                                      | 16 juni 2018                            | Peru – Denemarken                       | 0–1                                     | WK 2018                                 |                                         |
| 34                                      | 26 juni 2018                            | Australië – Peru                        | 0–2                                     | WK 2018                                 |                                         |
| 35                                      | 13 oktober 2018                         | Peru – Chili                            | 3–0                                     | Vriendschappelijk                       |                                         |
| 36                                      | 17 oktober 2018                         | Verenigde Staten – Peru                 | 1–1                                     | Vriendschappelijk                       |                                         |
| 37                                      | 16 november 2018                        | Peru – Ecuador                          | 0–2                                     | Vriendschappelijk                       |                                         |
| 38                                      | 21 november 2018                        | Peru – Costa Rica                       | 2–3                                     | Vriendschappelijk                       |                                         |
| Als speler bij Willem II                |                                         |                                         |                                         |                                         |                                         |
| 39                                      | 23 maart 2019                           | Peru – Paraguay                         | 1–0                                     | Vriendschappelijk                       |                                         |
| 40                                      | 27 maart 2019                           | Peru – El Salvador                      | 0–2                                     | Vriendschappelijk                       |                                         |
| 41                                      | 6 juni 2019                             | Peru – Costa Rica                       | 1–0                                     | Vriendschappelijk                       |                                         |
| 42                                      | 9 juni 2019                             | Peru – Colombia                         | 0–3                                     | Vriendschappelijk                       |                                         |
| 43                                      | 15 juni 2019                            | Venezuela – Peru                        | 0–0                                     | Copa América                            |                                         |
| 44                                      | 18 juni 2019                            | Bolivia – Peru                          | 1–3                                     | Copa América                            |                                         |
| 45                                      | 22 juni 2019                            | Peru – Brazilië                         | 0–5                                     | Copa América                            |                                         |
| 46                                      | 29 juni 2019                            | Uruguay – Peru                          | 0–0 (4 – 5 ns)                          | Copa América                            |                                         |
| Als speler bij Feyenoord                |                                         |                                         |                                         |                                         |                                         |
| 47                                      | 4 juli 2019                             | Chili – Peru                            | 0–3                                     | Copa América                            |                                         |
| 48                                      | 7 juli 2019                             | Brazilië – Peru                         | 3–1                                     | Copa América                            |                                         |
| 49                                      | 6 september 2019                        | Peru – Ecuador                          | 0–1                                     | Vriendschappelijk                       |                                         |
| 50                                      | 11 september 2019                       | Peru – Brazilië                         | 1–0                                     | Vriendschappelijk                       |                                         |
| 51                                      | 12 oktober 2019                         | Uruguay – Peru                          | 1–0                                     | Vriendschappelijk                       |                                         |
| 52                                      | 16 oktober 2019                         | Peru – Uruguay                          | 1–1                                     | Vriendschappelijk                       |                                         |
| 53                                      | 16 november 2019                        | Peru – Colombia                         | 0–1                                     | Vriendschappelijk                       |                                         |
| 54                                      | 9 oktober 2020                          | Paraguay – Peru                         | 2–2                                     | WK 2022 kwalificatie                    |                                         |
| 55                                      | 14 oktober 2020                         | Peru – Brazilië                         | 2–4                                     | WK 2022 kwalificatie                    | 59'                                     |
| 56                                      | 14 november 2020                        | Chili – Peru                            | 2–0                                     | WK 2022 kwalificatie                    |                                         |
| 57                                      | 4 juni 2021                             | Peru – Colombia                         | 0–3                                     | WK 2022 kwalificatie                    |                                         |
| 58                                      | 8 juni 2021                             | Ecuador – Peru                          | 1–2                                     | WK 2022 kwalificatie                    |                                         |
| 59                                      | 18 juni 2021                            | Peru – Brazilië                         | 0–4                                     | Copa América 2021                       |                                         |
| 60                                      | 21 juni 2021                            | Colombia – Peru                         | 1–2                                     | Copa América 2021                       |                                         |
| 61                                      | 23 juni 2021                            | Ecuador – Peru                          | 2–2                                     | Copa América 2021                       |                                         |
| 62                                      | 27 juni 2021                            | Venezuela – Peru                        | 0–1                                     | Copa América 2021                       |                                         |
| 63                                      | 2 juli 2021                             | Peru – Paraguay                         | 3–3 (7-6 n.s.)                          | Copa América 2021                       |                                         |
| 64                                      | 6 juli 2021                             | Brazilië – Peru                         | 1–0                                     | Copa América 2021                       |                                         |
| 65                                      | 10 juli 2021                            | Colombia – Peru                         | 3–2                                     | Copa América 2021                       |                                         |

Bijgewerkt t/m 10 juli 2021.

## Erelijst
| Eredivisie           | 1x | 2016/17          |
| KNVB beker           | 2x | 2015/16, 2017/18 |
| Johan Cruijff Schaal | 2x | 2017, 2018       |